# Jean Hersholt
Jean Hersholt (Kopenhagen, 12 juli 1886 – Hollywood, 2 juni 1956) was een Deens acteur die in de Verenigde Staten carrière maakte.

## Biografie

### Jeugdjaren
Hersholt werd geboren in een familie vol rondreizende theateracteurs en toerde in zijn jeugd regelmatig door Europa. Na het behalen van zijn diploma aan de Copenhagen Art School, verhuisde hij naar Duitsland, waar hij enkele films maakte. In 1913 emigreerde hij vervolgens naar de Verenigde Staten, waar hij de rest van zijn leven doorbracht. In 1915 debuteerde hij in de Amerikaanse filmindustrie. Aanvankelijk speelde hij in korte films, maar in de jaren '20 brak hij door met rollen in grootschalige films.

### Carrière
In de periode van de stomme film werkte Hersholt met acteurs als Olive Thomas, John Gilbert, Mary Pickford, Mae Murray, Marie Prevost, Owen Moore, Bessie Love, Constance Talmadge, Adolphe Menjou, Eleanor Boardman, Conrad Nagel, Ronald Colman, Zasu Pitts, Colleen Moore, Wallace Beery, Mary Philbin, Belle Bennett, Douglas Fairbanks, Mary Astor, Anna Q. Nilsson, May McAvoy, Boris Karloff, Ramón Novarro, Norma Shearer en Pola Negri. Hij werkte als freelance-acteur voor verscheidene studio's. Hij vertolkte voornamelijk bijrollen, maar was af en toe ook te zien in hoofdrollen.
In de vroege jaren 30 werkte Hersholt vrijwel uitsluitend voor Metro-Goldwyn-Mayer, met rollen in onder andere The Phantom of Paris (1931), Susan Lenox (Her Fall and Rise) (1931), The Sin of Madelon Claudet (1931), Private Lives (1931), Emma (1932), The Beast of the City (1932), Grand Hotel (1932), Night Court (1932), New Morals for Old (1932), Skyscraper Souls (1932), The Mask of Fu Manchu (1932), Dinner at Eight (1933), The Cat and the Fiddle (1934), Men in White (1934), The Painted Veil (1934), Mark of the Vampire (1935) en His Brother's Wife (1936).
Hersholt werkte in de late jaren 30 vooral onder contract van 20th Century Fox, met rollen in Heidi (1938) en Alexander's Ragtime Band (1938). Hierna had hij een terugkerende rol als Dr. Paul Christian in een filmreeks voor RKO Pictures. Deze rol vertolkte hij ook 17 jaar lang op de radio. In 1939 hielp hij met het oprichten van Motion Picture & Television Fund, een fonds dat armoedige acteurs medische hulp aanbiedt. Tevens was hij van 1945 tot en met 1949 voorzitter van Academy of Motion Picture Arts and Sciences.
De Deense koning onderscheidde hem met de exclusieve medaille "Ingenio et Arti".

### Privéleven
Hersholt trouwde in 1914 met zijn vrouw Via, met wie hij een zoon, Allan, kreeg. Hij was de oom van acteur Leslie Nielsen en minister Erik Nielsen. Hij overleed op 69-jarige leeftijd aan kanker.
- Biblioteca Nacional de España: XX1304958
- Bibliothèque nationale de France: cb14052891k (data)
- Gemeinsame Normdatei: 1037762207
- International Standard Name Identifier: 0000 0001 0958 782X
- Library of Congress Control Number: n80017914
- Nationale Bibliotheek van Letland: 000262815
- Nationale Bibliotheek van Tsjechië: xx0159520
- Nationale Bibliotheek van Israël: 987007279854205171
- Nederlandse Thesaurus van Auteursnamen: 142916250
- SNAC: w6j39m7t
- Système universitaire de documentation: 133281914
- Trove: 1137118
- Virtual International Authority File: 19883493
- WorldCat: E39PBJrm8hBWrjrTYDQCDbg7pP